# Wiener Neustadt (Herrschaft)
Die Herrschaft Wiener Neustadt war eine Grundherrschaft im Viertel unter dem Wienerwald im Erzherzogtum Österreich unter der Enns, dem heutigen Niederösterreich.

## Ausdehnung
Die Herrschaft umfasste zuletzt die Ortsobrigkeit über Zillingdorf, Lanzenkirchen, Lichtenwörth, Linsberg, Untereggendorf und Kleinwolkersdorf. Der Sitz der Verwaltung befand sich in Wiener Neustadt.

## Geschichte
Der letzte Inhaber der Staatsherrschaft war der k.k. Religionsfonds. Nach den Reformen 1848/1849 wurde die Herrschaft aufgelöst.